# Северен съвет
Северният съвет е междупарламентарна организация за сътрудничество, създадена през 1952 г. със седалище в Хелзинки.
Сред ранните постижения след създаването му са утвърждаването на паспортен и митнически съюз, както и единен скандинавски пазар на работната сила. Провеждат се ежегодни политически дискусии в рамките на Сесията на Северния съвет между представители на правителствата на 5 държави и 3 автономни територии. Форумът засяга решаването на всякакви проблеми от общ интерес, освен тези свързани с отбраната.

## История
След края на Втората световна война възниква остра нужда от близко сътрудничество между отделните държави – във време, когато се полагат основите на международни организации като ООН и ЕС.
В същото време протичат дебати и на регионално ниво, касаещи скандинавското сближаване между отделните страни. По-ранните опити за основаване на Скандинавски отбранителен съюз се провалят, след като някои от държавите избират членство в НАТО. В края на 1940-те години Дания, Норвегия и Швеция инициират усилия за създаване на митнически съюз, които обаче се провалят.
Тези първоначални провали все пак довеждат до нова успешна инициатива. На 13 август 1951 г., по време на 28-ата среща на Северната междупарламентарна асоциация, датският министър-председател Ханс Хедтофт прави предложение за основополагането на съвещателен орган, където парламентаристите биха могли да се срещат постоянно. Предложението е ратифицирано от Дания, Швеция, Норвегия и Исландия през 1952 г.
Първата сесия на Северния съвет е проведена на 13 февруари 1953 г. в датския парламент (Folketing). През 1955 г. Финландия също се присъединява, след смъртта на Сталин и разведряването на отношенията ѝ със СССР.
Първите резултати са налице с въвеждането на общ трудов пазар между държавите членки. През 1955 г. е реализирана Северната конвенция за социална сигурност. През 1958 г. е създаден Северният паспортен съюз, който е предшественик на съвременното Шенгенско споразумение. Тези мерки водят до значително облекчение в отношенията и развитието на отделните държави, както и до улесненото придвижването на техните граждани. Създадени са Северно училище за обществено здраве в Гьотеборг (1962), Северен културен фонд (3 октомври 1966) и Северен дом в Рейкявик (август 1968).
През 1970 г. са включени представители на Фарьорските и Оландските острови, като част от делегациите на Дания и Финландия, а от 1984 – и представители на Гренландия. В началото на 1990-те години е засилено взаимодействието с балтийските републики, чийто официален старт е даден през ноември 1991 г. на среща в Талин. Целта е заздравяването на връзките в региона на Балтийско море и поставяне на основи за растеж и стабилност в северно-европейския регион като цяло.

## Управление
Северният съвет се управлява от Президиум. Президентът, вицепрезидентът и членовете на Президиума се избират на сесия в предходната година. Управлението се осъществява на ротационен принцип, като сесиите се провеждат в държавата-домакин на президентството. Участниците в организацията се номинират от парламентарно представените групи на отделните държави.

## Членове
Държави членки
- Дания
- Исландия
- Норвегия
- Финландия
- Швеция

Автономни територии
- Гренландия (Дания)
- Оландски острови (Финландия)
- Фарьорски острови (Дания)

Наблюдатели
- Латвия
- Литва
- Естония
- Германия